# 大雅 (古琴曲)
大雅，古琴曲，首見於明代《神奇秘譜》下卷「霞外神品」，據傳為周公所作。今有吳文光打譜演奏的版本。

## 史料
被收錄於《神奇秘譜》、《風宣玄品》、《西麓堂琴統》、《琴書大全》、《重修真傳琴譜》、《琴苑心傳全編》、《澄鑒堂琴譜》、《誠一堂琴譜》、《春草堂琴譜》、《自遠堂琴譜》、《蕉庵琴譜》、《天聞閣琴譜》等近四十部明清琴譜中。

## 曲意
《神奇秘譜》：「臞仙曰：『是曲者，周公之所作也。大概周建邦本，貴乎同姓；以天下為家，以家人治之。故不致於異類之傾覆，而能開八百六十七年之國；致使享國最為悠久而不墜。按《詩經》云，「雅者，正也。」正樂之歌也，其篇有大、小之殊。先儒有正、變之別；「正小雅」乃燕饗之樂；「正大雅」乃朝會之樂、受釐陳戒之辭。懽欣和悅，以盡群下之情；恭敬齊莊，以發先王之德。是以詞氣不同、音節亦異，致有「大雅」、「小雅」之別。予故刪其「小雅」燕饗者而不用，獨取其「大雅」正聲之音而訂正之。 』」

## 演奏版本
- 《神奇秘譜》，吳文光打譜並錄音。[3][4]